# NGC 1426
NGC 1426 је елиптична галаксија у сазвежђу Еридан која се налази на NGC листи објеката дубоког неба.
Деклинација објекта је - 22° 6' 28" а ректасцензија 3h 42m 49,3s. Привидна величина (магнитуда) објекта NGC 1426 износи 11,3 а фотографска магнитуда 12,3. Налази се на удаљености од 22,651 милиона парсека од Сунца. NGC 1426 је још познат и под ознакама ESO 549-1, MCG -4-9-54, AM 0340-221, PGC 13638.